# Бојишна балистичка ракета
Бојишна балистичка ракета (ББР) је било која балистичка ракета са дометом између 300 километра и 3500 километара које с користе против мета на" бојишту".Њен домет чини да се она сврстава негде између тактичких балистичких ракета и интерконтиненталних балистичких ракета. Овај термин је релативно новијег датума, и он обухвата више категорија као што су Балистичке ракете кратког домета, балистичке ракете средњег домета и интерконтиненталне балистичке ракете. Два типа обаквих бојишних ракета су Совјетска РТ-15 и Америчка ПГМ-17 Тор ракета, обе изарђене 1960-их година. Ова категориј добила је назив по месту на коме се делује односно "Бојишту" које се у њеном случају простире на: копно, ваздух и воду.